# Direktiv
Direktiv är ett styrinstrument som används av en högre instans för att dirigera underlydande myndighet i rätt riktning mot tidigare uppsatta mål. Mer konkret handlar det om preciserade och förtydligade riktlinjer som formuleras i ett dokument som den underlydande myndigheten har att följa. Den förhärskande användningen av direktiv är dock i EU-sammanhang, se därför Europeiska unionens direktiv.